# برککه
برککه (به سوئدی: Bräcke) یک منطقهٔ مسکونی در سوئد است که در بخش برککه واقع شده‌است. برککه ۲٫۰ کیلومتر مربع مساحت و ۱٬۶۵۱ نفر جمعیت دارد.